# Csáva
Csáva (németül: Stoob, horvátul: Štuma) mezőváros Ausztriában, Burgenland tartományban, a Felsőpulyai járásban.

## Fekvése
Kőszegtől 15 km-re északra, Felsőpulyától 4 km-re északnyugatra az azonos nevű patak mellett található.

## Nevének eredete
A Répce jobb oldali mellékvize, a Csáva mellett fekszik és arról kapta a nevét, mely vizének savanykás ízével van kapcsolatban.

## Története
1229-ben "Sawa" alakban említik először, 1250-ben "Chawa", 1280-ban "Chaua", 1394-ben "Poss. Chawa" néven szerepel.
Az Osli nemzetség, majd a csornai prépostság birtoka, egykori vaslelőhely volt. A Hegyitemplom a 13. században épült, a Szent János templom pedig 1500-ban már szintén állt. 1529-ben és 1532-ben elpusztította a török. 1580 körül lakói evangélikusok lettek, katolikus plébániáját  csak 1843-ban alapították újra. Nagy hagyományai vannak itt a fazekasságnak. Híres fazekasfaluként, már a 17. században ismert volt. Régi égetőkemencéje ma már muzeális tárgy. Ma is több kerámiaüzem és egy kerámiaiskola is működik itt.
Vályi András szerint " CSÁVA. Stob, Stuma. Német falu Sopron Vármegyében, földes Ura Hertzeg Eszterházy Uraság, lakosai katolikusok, ’s leg inkább evangelikusok, fekszik Sz. Mártonnak szomszédságában. Sok fazekasok lakják, nevezetes agyagjok lévén a’ határban, határja soványas, bora középszerű, vékony tulajdonságaihoz, ’s vagyonnyaihoz képest, harmadik Osztálybéli."
Fényes Elek szerint " Csáva, németül Stob, német falu, Sopron vmegyében, Sopronhoz délre 2 1/2 mfd. 250 kath., 506 evang. lak., s evang. anyatemplommal. Dombos határa nehéz mivelésű; van 735 hold szántóföldje, 230 hold rétje, 800 hold uradalmi tölgyes, fenyves, nyires erdeje. Sok fazekas, 14 urbéri telek. Birja h. Eszterházy."
A települést érintő Sopron–Kőszeg-vasútvonalat 1908. november 5-én adták át a forgalomnak, jelenleg csak teherforgalom üzemel itt.
1910-ben 1395, többségben német lakosa volt, jelentős magyar kisebbséggel. A trianoni békeszerződésig Sopron vármegye Felsőpulyai járásához tartozott.
2001-ben 1386 fős lakosából 1283 német, 13 magyar, 31 horvát, 59 fő egyéb nemzetiségű volt.

## Gazdaság
Csáva község fazekasságáról ismert. Több fazekas műhely és a kerámia iskola is található itt, az egész országban egyedülálló jellegzetességgel és formavilággal.
Erős a szolgáltató szektora. Gazdasági területei a településtől délre találhatók, összeépülve Felsőpulyával, Csáva-dél (németül: Stoob-Süd) elnevezéssel. Itt található a község autópálya csomópontja az S31-es autóúton, mely a fejlesztés motorja volt. A gazdasági területeire elsősorban a nemzetközi kereskedelmi láncok és üzletek, autókereskedések, kertészeti árudák települtek le.

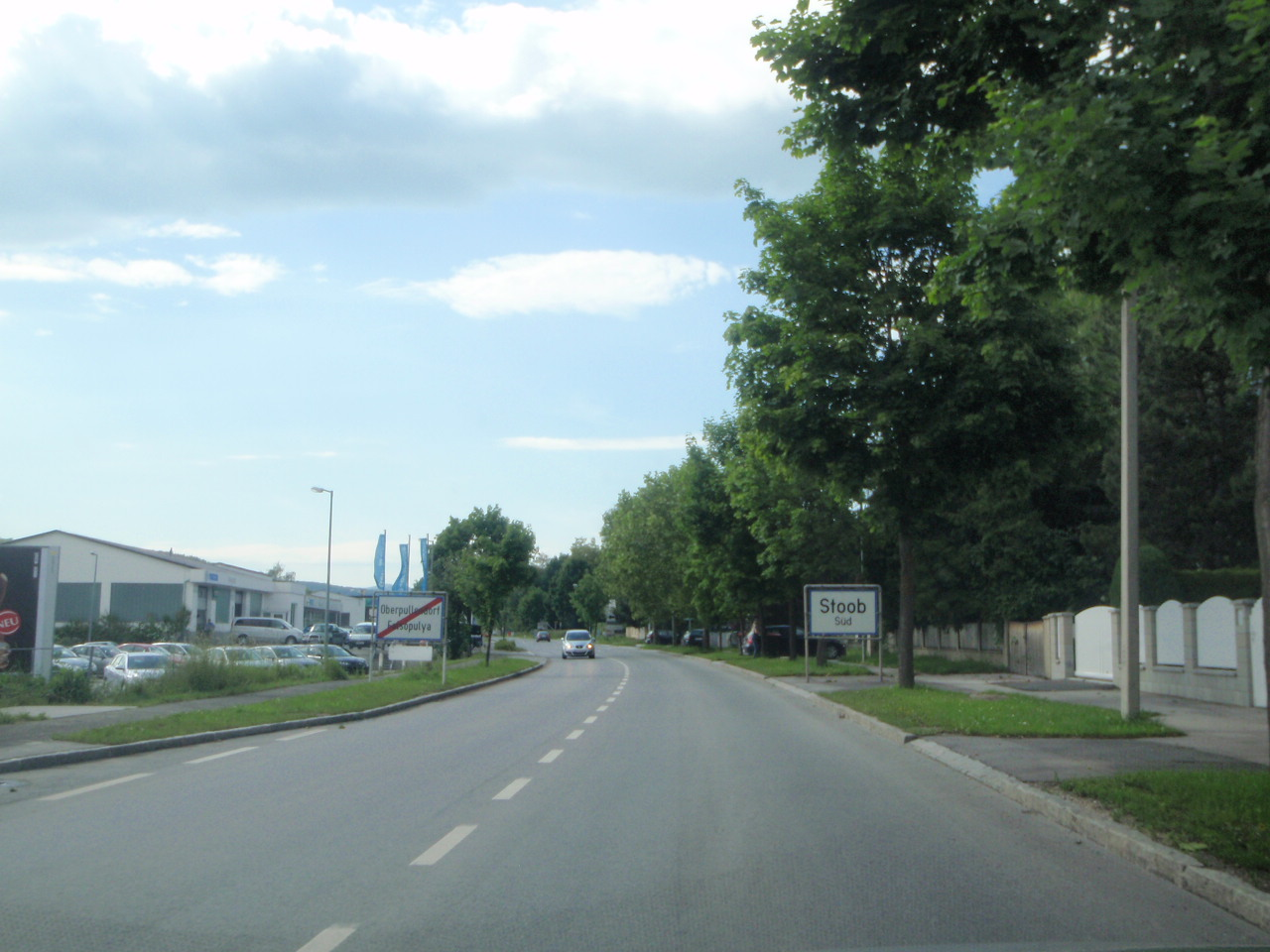
Csáva dél, összeépülve Felsőpulyával

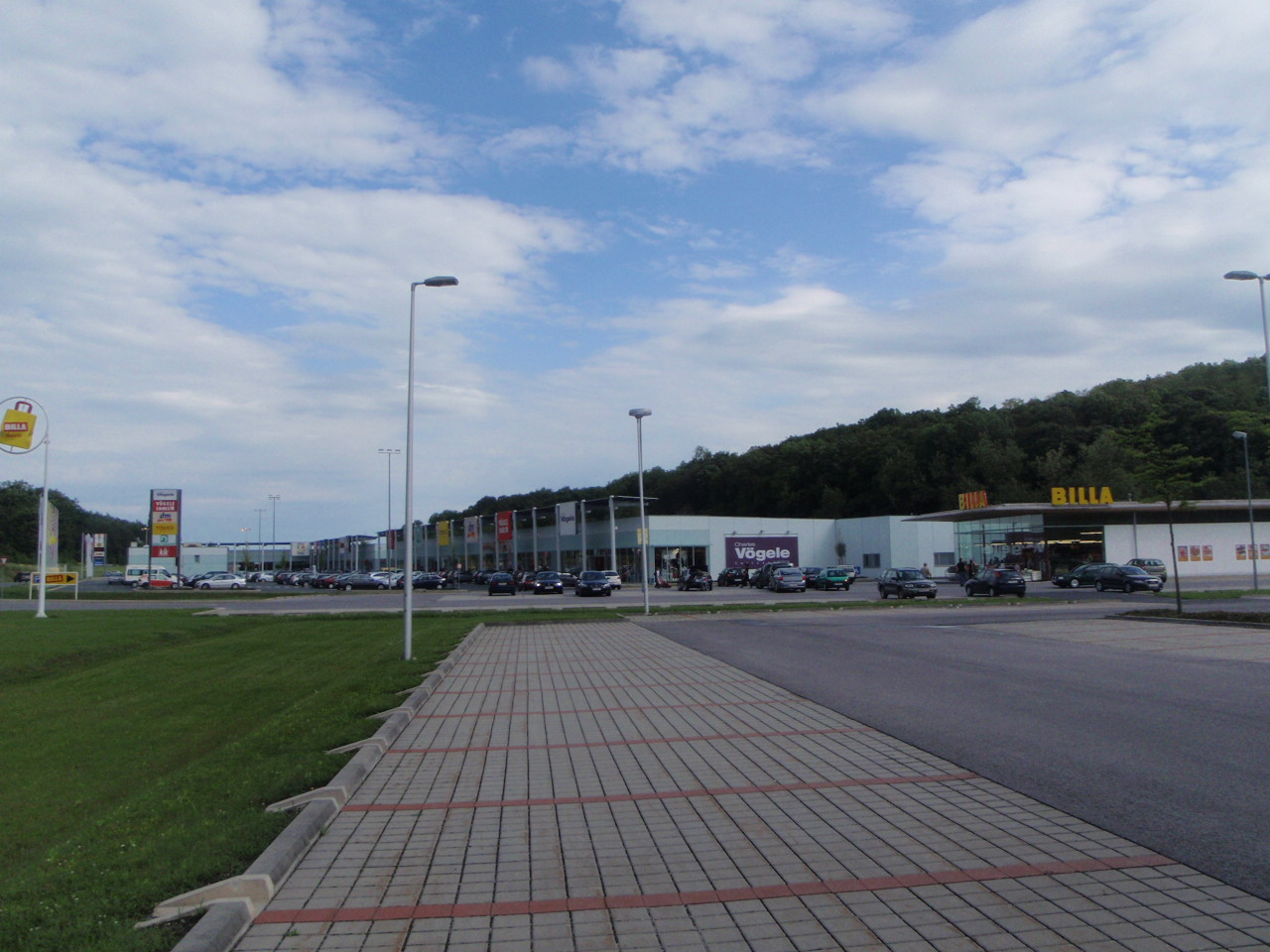
Csáva dél, bevásárlóközpont az S31-es autóút lejáratánál

## Nevezetességei
- A Hegyitemplom a 13. században épült.
- Keresztelő Szent János tiszteletére szentelt római katolikus temploma.
- Evangélikus temploma 1962-ben épült.
- Fazekasmúzeum
- Kálváriahegy a kálvária szoborcsopottal.

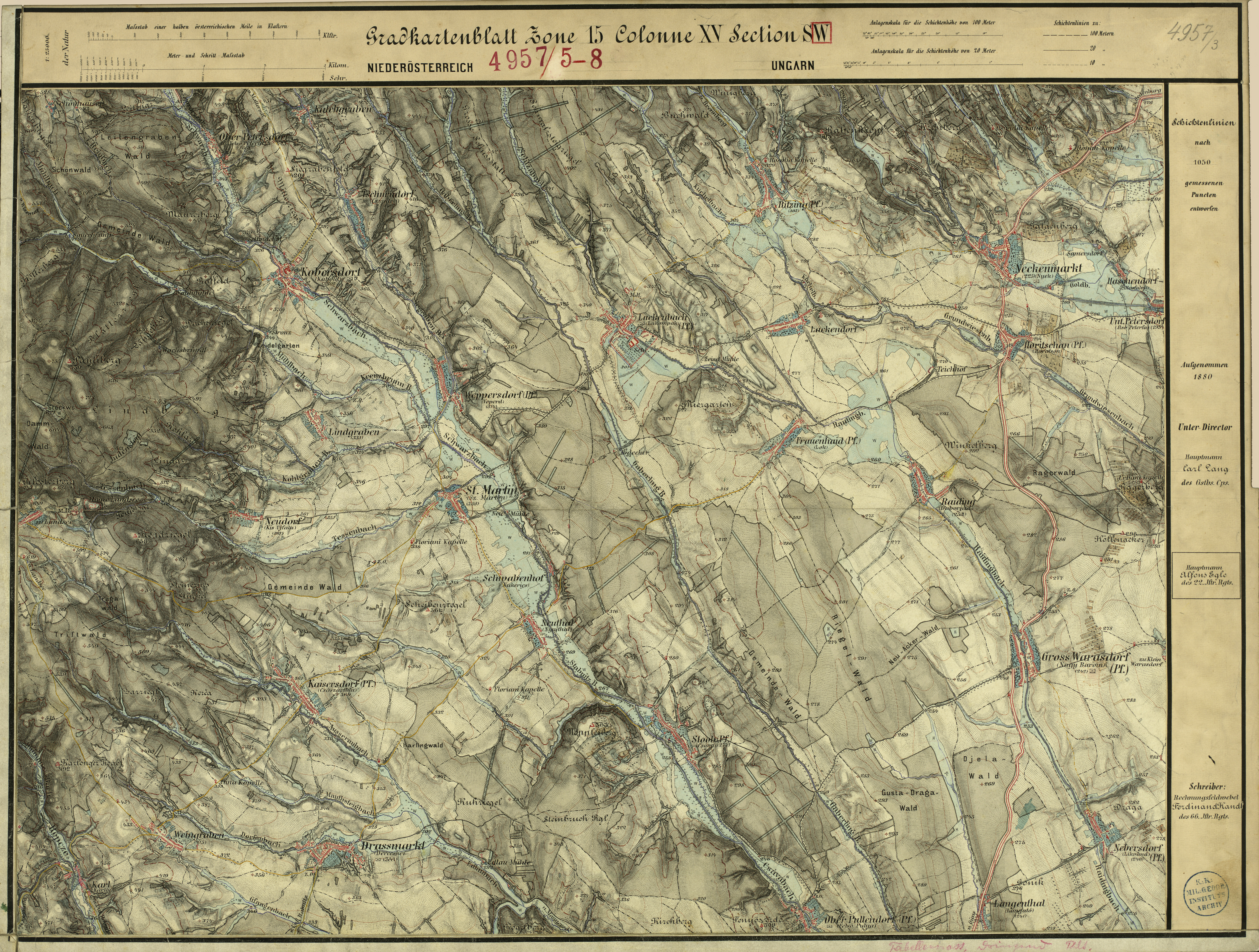
Középen, lent Csáva az 1880-as katonai felmérésen